# Schöneberger Schloßbrauerei

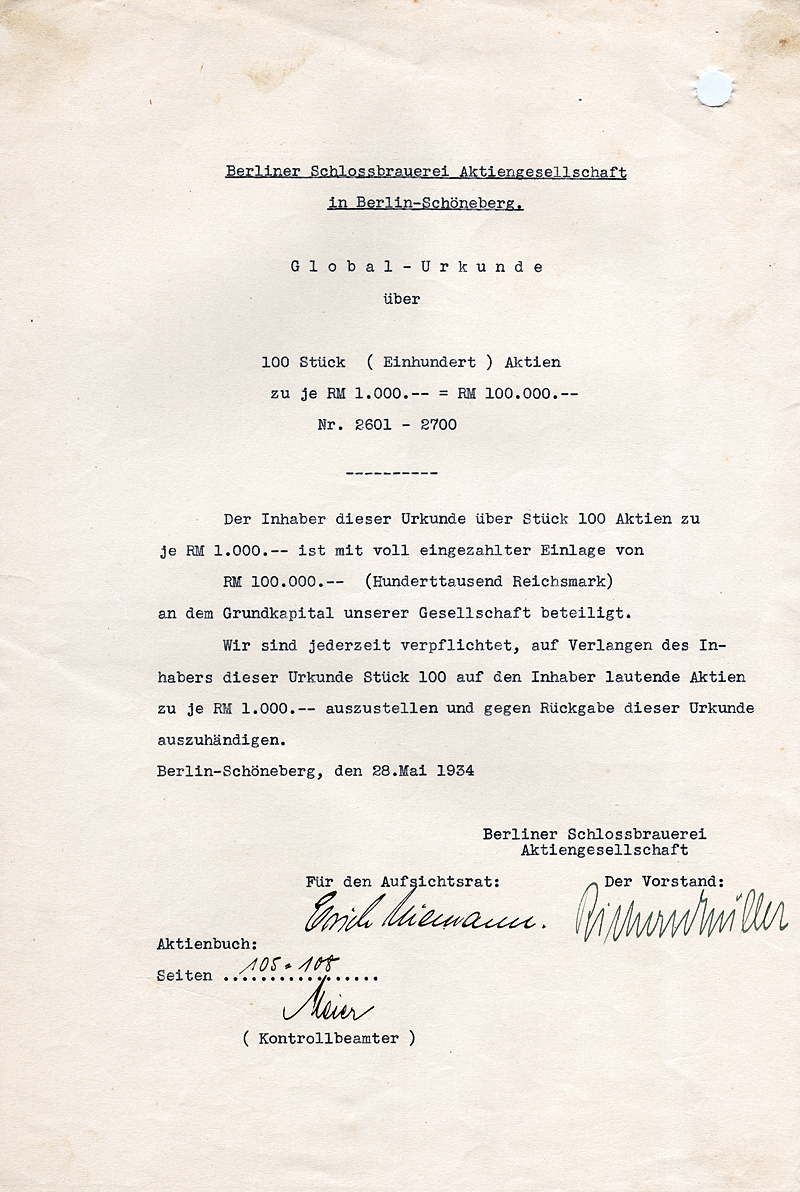
Global-Aktie der Berliner Schlossbrauerei AG vom 28. Mai 1934

Die Schöneberger Schloßbrauerei (Berliner Schloßbräu) war eine Brauerei, die von 1871 bis 1975 in der Dominicusstraße im heutigen Berliner Ortsteil Schöneberg ansässig war.

## Geschichte
Bereits 1375 wurde im Dorfkrug zu Schöneberg Bier gebraut. Im Jahr 1867 gründete sich in Schöneberg die Schlegelsche Brauerei, bereits 1871 erwarben die Besitzer den Krug und besaßen damit auch einen eigenen Ausschank. Die Brauerei wurde alsbald in eine Aktiengesellschaft umgewandelt. Für das Jahr 1896 berichtete die Königlich-Privilegierte Berlinische Zeitung im Handelsteil, dass der Bierausstoß des Halbjahres von Oktober bis März 80.455 Hektoliter betragen hat, was eine deutliche Steigerung des bisherigen Absatzes bedeutet.
1905 betrug der Ausstoß 160.000 Fassbier und 100.000 Hektoliter Flaschenbier – 1922 erfolgten umfangreiche Erweiterungsbauten. Einige Jahre nach dem Zusammenschluss ehemaliger Berliner Vororte zu Groß-Berlin erfolgte 1934 die Umbenennung der Brauerei in Berliner Schloßbrauerei.
Nach dem Zweiten Weltkrieg mussten Kriegsschäden an den Gebäuden und der Einrichtung beseitigt werden. Ab 1954 folgte die Übernahme durch die Berliner Kindl Brauerei AG, die selbst im Mehrheitsbesitz der Oetker-Gruppe war. Zum Ende ihres Geschäftsjahres 1958/1959 wurde sie als selbstständige juristische Gesellschaft aufgelöst und ohne Liquidation auf die Muttergesellschaft übertragen und mit 300.000 Hektolitern Absatz als Berliner Bären-Brauerei weiterbetrieben. Nach umfangreichen Modernisierungen Anfang der 1960er Jahre war die Berliner Bären-Brauerei Deutschlands modernste Großbrauerei.
Im Jahr 1975 wurde die Braustätte geschlossen. Die Berliner Kindl-Brauerei führte die Marke als Bärenpils weiter.